# 泰勒敦 (紐約州)
泰勒敦（英語：Taylortown）是位於美國紐約州奧齊戈縣的非建制地區。

## 地理
泰勒敦所處的海拔為高於海平面424米（即1391英呎），而該地所採用的時區為UTC-5，即北美东部时区（EST）。同時該地設有夏令時間，為UTC-5調快一小時，即UTC-4（EDT）。